# Chalfont & Latimer (stanice metra v Londýně)
Chalfont & Latimer je stanice metra v Londýně, otevřená 8. července 1889 jako Chalfont Road. 1. listopadu 1915 bylo jméno změněno na současné. Autobusovou dopravu zajišťují linky: 71, 336 a X336. Stanice se nachází v přepravní zóně 8 a leží na linkách:
- Metropolitan Line mezi stanicemi Chesham a Chorleywood.
- National Rail

| Rok  | Počet cestujících |
| ---- | ----------------- |
| 2011 | 1,19 mil.         |
| 2012 | 1,27 mil.         |
| 2013 | 1,11 mil.         |
| 2014 | 1,48 mil.         |